# 曾佛
曾佛，福建福州府福清縣人，明朝政治人物、進士出身。

## 生平
永樂九年，福建乡试中舉。永樂十三年，登乙未科進士，授四川马湖教授。